# سمعون (اسم)
سمعون هو اسم علم مذكر من أصل عربي، ومعناه هو من الفعل سمع، والمعنى المطيع المستجيب.

## وصلات خارجية
- موسوعة السلطان قابوس لأسماء العرب نسخة محفوظة 5 أبريل 2019 على موقع واي باك مشين.